# Los Hueseros
Los Hueseros fue un sketch del programa de humor De chincol a jote, transmitido entre 1987 y 1991 por Canal 13 de Chile. Los personajes principales fueron interpretados por Gonzalo Robles, Cristián García-Huidobro, Coca Guazzini y Malucha Pinto.
En 2014, Malucha Pinto no descartó que el programa, junto con sus secciones tradicionales, como Los Hueseros y Hermosilla y Quintanilla, regresara a las pantallas. En 2019, los cuatro protagonistas fueron invitados al programa Sigamos de largo del propio Canal 13. En dicha oportunidad, García-Huidobro comentó que la gente con frecuencia le pedía revivir el sketch.

## Argumento
Los Hueseros son dos parejas de compadres en la extrema pobreza que viven junto al Río Mapocho en una vivienda precaria. Su actividad laboral es adquirir huesos, botellas u otros materiales para convertirlas en algún producto. A pesar de su condición económica, ellos se refieren a sus pertenencias y actividades como si fueran personas de mayores recursos, y aquello provoca situaciones divertidas. 

## Elenco
- Gonzalo Robles como Lucho.
- Cristián García-Huidobro como el compadre.
- Coca Guazzini como Tere.
- Malucha Pinto como Perla.
- Napoleón, es un caballo que tira de una carreta.